# Kanra
Kanra (甘楽町, Kanra-machi) est un bourg du district de Kanra, dans la préfecture de Gunma, au Japon.

## Géographie

### Démographie
Au 1er janvier 2014, la population de Kanra s'élevait à 13 224 habitants répartis sur une superficie de 58,57 km2.